# Epidendrum lanceolatum
Epidendrum lanceolatum är en orkidéart som beskrevs av Edward Bradford och August Heinrich Rudolf Grisebach. Epidendrum lanceolatum ingår i släktet Epidendrum och familjen orkidéer. Inga underarter finns listade i Catalogue of Life.